# Tomašpilský rajón
Tomašpilský rajón (ukrajinsky Томашпільський район) byl rajón ve Vinnycké oblasti na Ukrajině. Hlavním městem byl Tomašpil a rajón měl přibližně 33 tisíc obyvatel.
Zanikl v roce 2020, kdy bylo jeho území sloučeno do Tulčynského rajónu.

## Sídla v rajónu
- Tomašpil
- Vapňarka